# مقاطعة برووكس (تكساس)
مقاطعة برووكس (بالإنجليزية: Brooks  County)‏ هي إحدى المقاطعات في ولاية تكساس، الولايات المتحدة الأمريكية، يبلغ عدد سكانها 7,223 نسمة طبقا لإحصاء عام 2010 .

موقع المقاطعة في ولاية تكساس